# Burtoncourt
Burtoncourt település Franciaországban, Moselle megyében. Lakosainak száma 226 fő (2022. január 1.). Burtoncourt Charleville-sous-Bois, Guinkirchen, Mégange, Piblange és Saint-Hubert községekkel határos.

## Népesség
A település népességének változása:
| Lakosok száma | 132  | 131  | 161  | 185  | 212  | 196  | 196  | 212  | 220  | 226  |
|               | 1968 | 1982 | 1990 | 2006 | 2013 | 2015 | 2017 | 2019 | 2020 | 2022 |